# Natação nos Jogos Olímpicos de Verão de 2008 - 400 m medley masculino

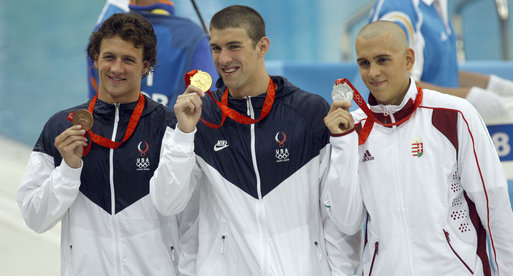
Medalhados da prova

A competição dos 400 metros medley individual masculino nos Jogos Olímpicos de Verão de 2008 acontecem nos dias 9 e 10 de agosto no Centro Aquático Nacional de Pequim.

## Horário
Os horários correspondem ao fuso horário de Pequim (UTC+8)
| Data                          | Hora        | Etapa           |
| ----------------------------- | ----------- | --------------- |
| Sábado, 9 de agosto de 2008   | 18:33-18:57 | Classificatória |
| Domingo, 10 de agosto de 2008 | 10:03-10:13 | Final           |

## Medalhistas
| Ouro   | USA Michael Phelps |
| Prata  | HUN László Cseh    |
| Bronze | USA Ryan Lochte    |

## Recordes
Antes desta competição, os recordes mundiais e olímpicos da prova eram os seguintes:
| Tipo | Atleta             | Pontos  | Local  | Data                 | Ref |
| ---- | ------------------ | ------- | ------ | -------------------- | --- |
|      | USA Michael Phelps | 4:05.25 | Omaha  | 29 de junho de 2008  | ver |
|      | USA Michael Phelps | 4:08.26 | Atenas | 14 de agosto de 2004 |     |

## Eliminatórias
| #  | Eliminatória | Pista | Nome                      | País               | Tempo   | Notas |
| -- | ------------ | ----- | ------------------------- | ------------------ | ------- | ----- |
| 1  | 4            | 4     | Michael Phelps            | USA Estados Unidos | 4:07.22 | OR Q  |
| 2  | 2            | 4     | László Cseh               | HUN Hungria        | 4:09.26 | Q     |
| 3  | 4            | 5     | Luca Marin                | ITA Itália         | 4:10.22 | Q     |
| 4  | 3            | 4     | Ryan Lochte               | USA Estados Unidos | 4:10.33 | Q     |
| 5  | 4            | 3     | Gergő Kis                 | HUN Hungria        | 4:10.66 | Q     |
| 6  | 2            | 3     | Alessio Boggiatto         | ITA Itália         | 4:10.68 | Q     |
| 7  | 3            | 7     | Brian Johns               | CAN Canadá         | 4:11.41 | NR Q  |
| 8  | 3            | 5     | Thiago Pereira            | BRA Brasil         | 4:11.74 | Q     |
| 9  | 4            | 2     | Keith Beavers             | CAN Canadá         | 4:12.75 |       |
| 10 | 2            | 1     | Bradley Ally              | BAR Barbados       | 4:14.01 |       |
| 11 | 2            | 8     | Gal Nevo                  | ISR Israel         | 4:14.03 | NR    |
| 12 | 3            | 3     | Riaan Schoeman            | RSA África do Sul  | 4:14.09 |       |
| 13 | 3            | 1     | Andrey Krylov             | RUS Rússia         | 4:14.55 |       |
| 14 | 4            | 6     | Travis Nederpelt          | AUS Austrália      | 4:15.37 |       |
| 15 | 2            | 2     | Dinko Jukic               | AUT Áustria        | 4:15.48 |       |
| 16 | 2            | 7     | Alexander Tikhonov        | RUS Rússia         | 4:16.49 |       |
| 17 | 2            | 5     | Thomas Haffield           | GBR Grã-Bretanha   | 4:16.76 |       |
| 18 | 2            | 6     | Vasileios Demetis         | GRE Grécia         | 4:18.40 |       |
| 19 | 3            | 6     | Euan Dale                 | GBR Grã-Bretanha   | 4:18.60 |       |
| 20 | 4            | 8     | Vadym Lepskyy             | UKR Ucrânia        | 4:20.96 |       |
| 21 | 3            | 8     | Omar Pinzón               | COL Colômbia       | 4:22.31 |       |
| 22 | 4            | 7     | Pierre Henri              | FRA França         | 4:22.41 |       |
| 23 | 1            | 4     | Nikša Roki                | CRO Croácia        | 4:22.44 |       |
| 24 | 3            | 2     | Javier Núñez              | ESP Espanha        | 4:22.69 |       |
| 25 | 4            | 1     | Romanos Iasonas Alyfantis | GRE Grécia         | 4:23.41 |       |
| 26 | 1            | 6     | Dmitriy Gordiyenko        | KAZ Cazaquistão    | 4:25.20 |       |
| 27 | 1            | 2     | Vasilii Danilov           | KGZ Quirguistão    | 4:29.20 |       |
| 28 | 1            | 3     | Deniz Nazar               | TUR Turquia        | 4:30.80 |       |
| 29 | 1            | 5     | Hocine Haciane            | AND Andorra        | 4:32.00 |       |

## Final
| #                 | Pista | Nome              | País               | Tempo   | Notas |
| ----------------- | ----- | ----------------- | ------------------ | ------- | ----- |
| Medalha de ouro   | 4     | Michael Phelps    | USA Estados Unidos | 4:03.84 | WR    |
| Medalha de prata  | 5     | László Cseh       | HUN Hungria        | 4:06:16 | ER    |
| Medalha de bronze | 6     | Ryan Lochte       | USA Estados Unidos | 4:08:09 |       |
| 4                 | 7     | Alessio Boggiatto | ITA Itália         | 4:12:16 |       |
| 5                 | 3     | Luca Marin        | ITA Itália         | 4:12.47 |       |
| 6                 | 2     | Gergő Kis         | HUN Hungria        | 4:12.84 |       |
| 7                 | 1     | Brian Johns       | CAN Canadá         | 4:13.38 |       |
| 8                 | 8     | Thiago Pereira    | BRA Brasil         | 4:15.40 |       |

Legenda
| Recorde mundial      | Recorde mundial (World record)               |                       | Recorde africano                      | Recorde africano (African) |                                           | Q | Classificado por posição (Qualified) |
| Recorde olímpico     | Recorde olímpico (Olympic record)            | Recorde da América    | Recorde da América (Americas)         | q                          | Classificado por melhor tempo (Qualified) |   |                                      |
| Melhor marca do ano  | Melhor marca do ano (World leading)          | Recorde asiático      | Recorde asiático (Asian)              | DNS                        | Não largou (Did not start)                |   |                                      |
| Recorde nacional     | Recorde nacional (National record)           | Recorde europeu       | Recorde europeu (European)            | DNF                        | Não terminou (Did not finish)             |   |                                      |
| Recorde pessoal      | Recorde pessoal do atleta (Personal best)    | Recorde da Oceania    | Recorde da Oceania (Oceania)          | DSQ / DQ                   | Desclassificado (Disqualified)            |   |                                      |
| Recorde da temporada | Recorde da temporada do atleta (Season best) | Recorde sul-americano | Recorde sul-americano (South America) | NM                         | Sem marca (No mark)                       |   |                                      |